# Campeonato Sul-Africano de Hóquei em Patins
O Campeonato Sul Africano de Hóquei em Patins, também conhecido por "Nationals", é a principal competição desportiva de selecções regionais na África do Sul.
Geralmente, disputam esta competição, as selecções representativas do Northern Gauteng (Pretória), do Vaal (Vanderbijlpark), do Central Gauteng (Joanesburgo). Esporadicamente, têm também participado selecções representantes do Eastern Gauteng (também de Joanesburgo), além de outras regiões, oriundas de Cape Town. 

## Lista de vencedores
| Ano  | Cidade Sede    | Seniores Masc | Femininos | Juniores | Juvenis  | Infantis      |
| ---- | -------------- | ------------- | --------- | -------- | -------- | ------------- |
| 2015 | Joanesburgo    | Northerns     | -         | Vaal     | Vaal     | Vaal          |
| 2014 | Pretória       |               | -         |          |          |               |
| 2013 | Vanderbijlpark |               | -         |          |          |               |
| 2012 | Pretória       | Northerns     | -         | Central  | Central  | Vaal Dolphins |
| 2011 | Vanderbijlpark | Northerns     | Vaal      | Central  | Easterns | Vaal          |
| 2010 | Pretória       | Northerns     | Central   | Easterns | Easterns | Vaal          |
| 2009 | Vanderbijlpark | Northerns     |           |          |          |               |

## Número de campeonatos por Região
| Região    | Campeonatos |
| --------- | ----------- |
| Northerns | 5           |

## Ligações Externas

### Sítios Sul Africanos
- Federação Sul Africana de Hóquei em Patins
- Jornal o Século da África do Sul com actualidade do Hóquei Patins neste País
- Sporting de Joanesburg
- Associação Portuguesa de Futebol, Cultura e Recreio

### Internacional
- O Hóquei em todo o Mundo
- Mundook-Actualidade Mundial do Hóquei Patinado (em Português)
- Cumhoquei-Actualidade Mundial do Hóquei Patinado (em Português)
- Hardballhock-Actualidade Mundial do Hóquei Patinado (em Inglês)
- Inforoller-Actualidade Mundial do Hóquei Patinado (em Francês)
- Hardballhock Blog-Actualidade Mundial do Hóquei Patinado (em Inglês)
- rink-hockey-news-Actualidade Mundial do Hóquei Patinado (em Inglês)
- Solo Hockey-Actualidade Mundial do Hóquei Patinado (em Castelhano)